# هاري داربي
هاري داربي هو شخصية أعمال وفلاح وسياسي أمريكي، ولد في 23 يناير 1895 في كانساس سيتي في الولايات المتحدة، وتوفي بنفس المكان في 17 يناير 1987. نشط حزبياً في الحزب الجمهوري. وقد انتخب عضو مجلس الشيوخ الأمريكي ‏ عن دائرة مقعد كانساس من الدرجة الثالثة في مجلس الشيوخ الأمريكي ‏ وقد انضم خلال فترته النيابية ‏ (2 ديسمبر 1949 – 28 نوفمبر 1950) للكتلة البرلمانية الحزب الجمهوري وانتخب عضو مجلس الشيوخ الأمريكي ‏.